# Осецкий, Александр Александрович
Александр Александрович Осецкий (1869, Бузулукский уезд, Самарская губерния — 1922, Петроград) — директор Хозяйственного управления при Синоде, действительный статский советник.
Родился в семье священника. Окончил Самарскую духовную семинарию первым учеником (1888) и Санкт-Петербургскую духовную академию со степенью кандидата богословия (1892).
Сверхштатный сотрудник Синодальной канцелярии, коллежский секретарь (1892), младший секретарь Синода (1894), старший секретарь Синода, титулярный советник (1896), коллежский асессор (1899), чиновник особых поручений 6-го класса при обер-прокуроре Синода (1901), надворный советник (1903), коллежский советник (1907), статский советник (1909), вице-директор (1911) и директор (1912) Хозяйственного управления при Синоде.
Председатель комиссии для выработки правил ремонта и содержания казенных квартир, занимаемых чиновниками центральных управлений Синода, член Учебного комитета, почётный член Ставропольского епархиального церковно-археологического общества, действительный статский советник (1913).
Награждён орденами св. Станислава III (1897) и II (1900) степени, св. Анны III и II (1903) степени, св. Владимира IV (1905) и III (1915) степени и знаком отличия «За труды по переселению и поземельному устройству за Уралом».
Вдов после первого брака, дети: Зинаида, Лидия.
В 1917 году работал в I, III и VII отделах Предсоборного совета. Член Поместного Собора Православной Российской Церкви, участвовал в 1–2-й сессиях, член Хозяйственно-распорядительного совещания при Соборном Совете, заместитель председателя XVI отдела, в феврале 1918 года сложил полномочия.
В марте 1918 года уволен Синодом от занимаемой должности после соборной ревизии Хозяйственного отдела.
С 1920 года заведующий общей канцелярией Огородно-садового подотдела Петроградского губернского земельного отдела.

## Сочинения
- Поместный собор. Свободный опыт организации. Пг., 1917.
- Совместно с И. Михайловым. Элементарный курс техники наборного дела / А. Осецкий, И. Михайлов. — Пг.: Союз и Секция полиграф. пр-в, 1920.